# Ембарго (журналістика)
Емба́рго, в журналістиці — це прохання джерела про те, що інформація або новини, які надаються цим джерелом, не мають бути опубліковані до певного зазначеного часу або допоки не будуть виконані певні умови.
Якщо ж ембарго порушується через дострокове розголошення інформації, то джерело інформації має змогу накласти санкції на порушника у вигляді обмеження доступу до подальшої додаткової інформації.[2]
Ембарго часто використовується у медичних журналах та урядовцями при оприлюдненні політичних ініціатив. ЗМІ заздалегідь дається можливість знати, які деталі тримаються в секреті для того, щоб вони мали можливість підготувати звіти. Дані звіти можуть бути підготовлені до часу офіційного оприлюднення інформації.
Ембарго у журналістиці зменшує неточності у новинах та репортажах, а також є одним із способів, якими джерело інформації може впливати на ЗМІ.
Порушення ембарго, як правило, вважається серйозним порушенням довіри і може призвести до заборони випуску новин порушником протягом тривалого часу.

## Ембарго у новинній журналістиці
Терміном "ембарго" в новинній журналістиці позначають час, до якого ту чи іншу новину не можна видавати у публічний доступ.
Право джерела інформації - встановити ембарго на випуск якогось повідомлення або заяви. Ембарго може бути автоматичним (до якогось конкретного часу) або зніматися при підтвердженні з боку джерела.[1] Причина встановлення ембарго - дати журналістам час на ознайомлення з інформацією та підготовку матеріалів, поставивши їх у рівні умови, а також координація новинних потоків за часом, особливо якщо це стосується різних часових поясів.
Ряд ЗМІ, зокрема інформаційні агентства, іноді випускають ембарговані новини заздалегідь, але тільки для медіа-передплатників. Це робиться для того, щоб передплатники мали змогу підготувати свої звіти, новини, репортажі та видати їх одночасно з агентством.

## Приклади ембарго
- Брифінги для преси, які влаштовує Міжнародний валютний фонд кожні два тижні, як правило, накладаються ембарго до 10:30 ранку за вашингтонським часом, 14.30 за Гринвічем (для синхронного ефекту на світових фондових ринках).
- Репортерам, які супроводжували президента США Джорджа Буша під час візиту до Іраку у 2003 році, заборонялося оприлюднювати будь-яку інформацію стосовно цього, поки президент не залишить територію Іраку.
- Міністерство оборони Сполученого Королівства повідомило журналістів про те, що принц Гаррі буде служити в Афганістані. За умови, що інформація не буде розповсюджена завчасно. Інформація просочилася приблизно через два місяці, а чиновники погодилися припинити ембарго. Принц Гаррі був вимушений покинути Афганістан. Як повідомляється, побоювались за його безпеку.

## Ембарго на статті у наукових журналах
Ембарго також застосовується на інформацію, пов'язану зі здоров'ям та накладається на новини у медичних журналах. Більшість журналів на медичну тематику мають публікації ембарго.
Переваги ембарго:
- По-перше, дозволяє журналістам більш точно і повно доповнити попередню інформацію. Таким чином ембарго дає час, який журналісти можуть використати для пошуку додаткової інформації.

- По-друге, ембарго дозволяє лікарям і вченим одержувати й аналізувати результати медичних досліджень раніше, ніж ця інформація дійде до широкого загалу. Це дозволяє їм бути краще інформованими.